# Альба (жанр)

Свидание на балконе. Ромео и Джульета

А́льба (окс. alba, фр. aube, aubade «заря», нем. Tagelied «песня на заре», «утренняя песня») — жанр средневековой лирики, характерный для творчества трубадуров.

## Общая характеристика
Альба изображает тайное свидание рыцаря с женой сеньора, прерываемое наступающей зарёй (alba). За исключением нескольких альб, где ситуация упрощена и приближается к формам народной песни, лирические произведения этого жанра повторяют одну и ту же типическую ситуацию: тайное свидание происходит в саду или в тереме замка, с башни которого страж возвещает о наступлении утра; часто (хотя и не обязательно) вводится фигура верного друга-рыцаря, охраняющего покой влюблённых. В альбе преобладает диалог: обмен строфами-репликами стража и дамы, друга и стража, друга и рыцаря, рыцаря и дамы. Монолог (жалоба одного из влюблённых) встречается реже. Редко присутствуют вводные или заключительные эпические строфы, поясняющие ситуацию.
Разновидность светской альбы — духовная альба (l’aube religieuse букв. «религиозная альба»), герой которой встречает утро как знак Божественного света, милости Божией, дарованной ему по окончании ночи (символа мрачной муки). (Куртуазная) дама в духовной альбе интерпретируется в смысле Девы Марии (Богородицы).
Среди альб трубадуров (всего 18) ныне наиболее известны анонимная «Quan lo rossinhol escria» («Когда начинает петь соловей») и «Reis glorios» («Славный Царь», духовная альба) Гираута де Борнеля.

## Рецепция
Альба стала предметом пародии у миннезингера Стейнмара, который перенёс ситуацию в сельский контекст. Отголоски альбы можно видеть в изобразительном искусстве, литературе и музыке позднейших эпох, например, в сцене на балконе «Ромео и Джульетты» Шекспира, в «Утренней серенаде шута» Равеля, в хореографическом концерте «Aubade» Пуленка и мн. др.